# Lophopoeum w-flavum
Lophopoeum w-flavum là một loài bọ cánh cứng trong họ Cerambycidae.